# Pozsony ostroma
1052-ben a Német-római Birodalom seregei III. Henrik német-római császár vezetésével Pozsony várát vették ostrom alá. Az ostrom több magyar forrás szerint is nyolc hétig tartott, végeredménye a magyar várvédők győzelme volt az ellenséges sereg felett. 

## Előzmények
I. István idején az ország várait megerősítették, mivel már az ő uralkodásai idejében a német-római császárok megpróbálták a Magyar Királyságot hűbéresükké tenni. II. Konrád német-római császár 1030-ban a királyság nyugati határán tört be, ám seregét legyengítette az élelem és takarmány hiánya, ezért végül visszavonult, 1031-ben pedig I. Istvánnal békét kötött. 
II. Konrádot a trónon III. Henrik követte, aki számos próbálkozást tett arra, hogy legyőzvén a magyar seregeket, a királyságot hűbéresévé tegye. 1042-ben ellenállás nélkül elfoglalta Pozsony várát. Seregeivel ekkor a trónról elűzött Orseolo Péter mellett küzdött az akkor magyar király, Aba Sámuel ellen. Péter győztes hadjárat esetén a trónra visszakerülve a császárság hűbéresévé vált volna.  1044-ben végül győzelmet arattak a német-római seregek, így I. Péter második uralkodását kezdhette el 1044-1046 között. 
Azonban 1046-ban az országban dúló elégedetlenség és lázongások következtében a trón elhagyására kényszerült, helyette az Árpád-ház sarja, I. András lépett trónra, aki nem vállalta a hűbérességet, ezért III. Henrik újabb hadjáratokat indított a Magyar Királyság ellen. 1051-ben Gebhard püspök a Dunán vezette a sereg egy részét, biztosítva az utánpótlás akadálymentes közlekedését. III. Henrik a fősereggel döntő csata vívását próbálta elérni, azonban a magyar seregnek ezt sikerült elkerülnie. A magyar sereg folyamatosan az ország központja felé vonult vissza, az élelmet magával vitte, amit nem tudott elvinni, azt pedig elpusztította. A lakosság közben elmenekült, így a császári seregek éhezésre voltak ítélve, mivel az utánpótlás is elmaradt. A magyar sereget a leendő király, Béla vezette, aki éjszakai rajtaütésekkel egyre csak gyengítette a német sereget. III. Henrik vezetésével a meggyengült sereg az utánpótlás szállítását ellátó hajóhad irányába vonult vissza, ahol azonban már nem volt egy hajó sem, ugyanis a püspök futárját, aki levelet szállított volna a császárnak, a magyar csapatok elfogták, és válaszként téves utasításokat adtak III. Henrik nevében, így a hajóhad hazatért.

## A csata
Miután 1051-ben vereséget szenvedett a magyar seregek ellen, III. Henrik 1052-ben ismét hadjáratot indított a Magyar Királyság ellen. Azonban az előző évi hibáiból tanulva most nem hagyta el a Duna környékét, így elsődleges célpontja a Pozsony vára lett. A várat az 1042-es elestét követően megerősítették, így már sokkal nehezebb célponttá vált a német seregek számára. A várat azonban csak az ispánt serege és a várba visszavonuló lakosság védte, azonban a sereg pontos létszámáról nem maradt fenn semmilyen írásos dokumentum. A várvédők számára az is segítséget nyújtott, hogy az élelemkészlet bőséges volt, így huzamosabb ideig is képesek voltak kitartani. Ez pedig időt adott arra, hogy a király összehívja a távolabbi vármegyék seregeit is, mivel még nem volt az országnak állandó hadserege. Egyes források szerint a magyar sereg végül Pozsony környékén kezdett gyülekezni, azonban nem vívott nyílt csatát a császári csapatokkal. A Képes Krónika szövegéből azonban következtetni lehet arra, hogy a várvédők többször is kitörtek és lerohanták a császár által vezetett sereget.
Abban az időben a németek királya nagy sereggel megszállta Pozsony várát. Az volt a szándéka, hogy megbosszulja a Péteren esett igazságtalanságot, és a maga uralma alá hajtja Magyarországot. Sok hadigépet állított fel a vár megvívására, de nyolcheti táborozással sem jutott semmire. A nevezett király hajón érkezett Pozsony várának ostromára. Ekkor a várbeli magyarok találtak egy az úszás mesterségében igen okos embert, a neve Zotmund volt. Az éj csendjében a császár hajóihoz küldték; a víz alatt jutott oda, megfúrta mind a hajókat: hirtelen megteltek vízzel, és a németek ereje odaveszett. Férfiatlanul, erejüket vesztve, hazatértek. Sok vitéz volt Pozsonyban, de a legkiválóbbak voltak közülük Vojtek, András, Vilongárd, Oros és Márton, akik naponként keményen megharcoltak a németekkel. ()
Bár a magyar krónikák csak Zotmund nevét örökítették meg, feltételezhetően több ügyes magyar úszó lopózott a hajókhoz és lékelte meg azokat. A német császár veszteségeit látva a visszavonulás mellett döntött.

## A csata eredménye
Bár IX. Leó pápa I. András kérésére személyesen járt közben a császárnál a béke érdekében, ő nem fogadta el a magyar feltételeket, melyek szerint a Magyar Királyság hajlandó volt a császárnak évi adót fizetni. A veszteségei után azonban már hajlandóságot mutatott a magyarok feltételeinek elfogadására, ellenben I. András a pozitív végeredményt kihasználva semmisnek tekintette az addigi tárgyalásokat és új feltételeket szabott, melyek közé már nem tartozott az évi adó kifizetése, ezért a pápa a kiátkozásával fenyegetőzött.
A béketárgyalások hosszasan elhúzódtak, azonban 1056-ban abbamaradtak, és csak az új császár, IV. Henrik német-római császár trónra lépését követően értek véget. Az új egyezményben már nem esett szó a magyarok adófizetéséről, sőt, a béke megőrzése érdekében I. András fia, Salamon és IV. Henrik testvére, Judit házasságot kötött. 